# 천사의 날개
천사의 날개(영어: angel wings 에인절 윙[*], 복수: angel wings 에인절 윙스[*])는 유럽의 과자이다.

## 나라별 천사의 날개

### 노르웨이
노르웨이에서는 크리스마스 때 계피, 카다멈, 브랜디를 넣은 파티그만(fattigmann, 복수: fattigmenn 파티그멘[*])을 만들어 먹는다.

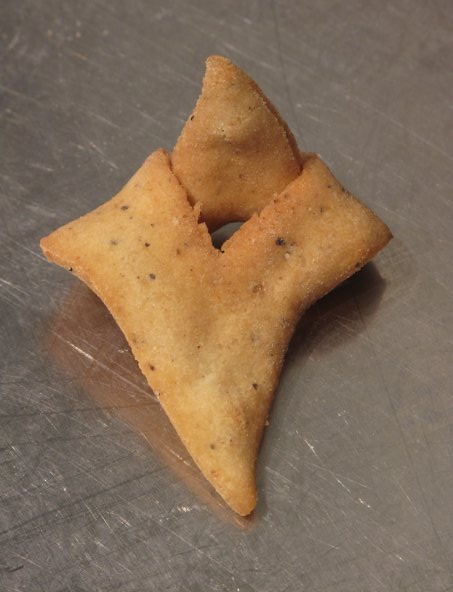
카다멈이 든 파티그만
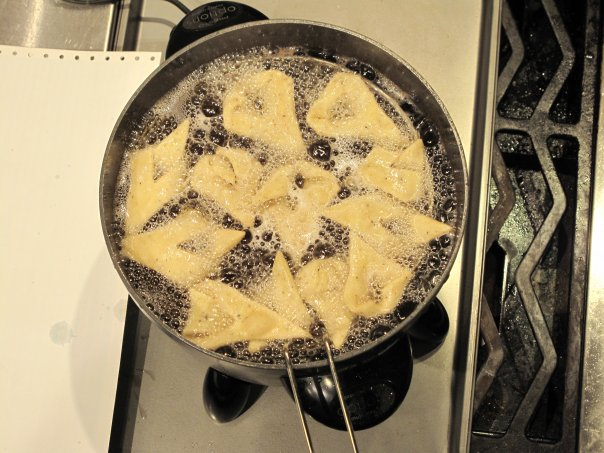
파티그멘 튀기기

### 덴마크
덴마크에서는 크리스마스 때 클라이네(klejne, 복수: klejner 클라이네르[*])를 만들어 먹는다.

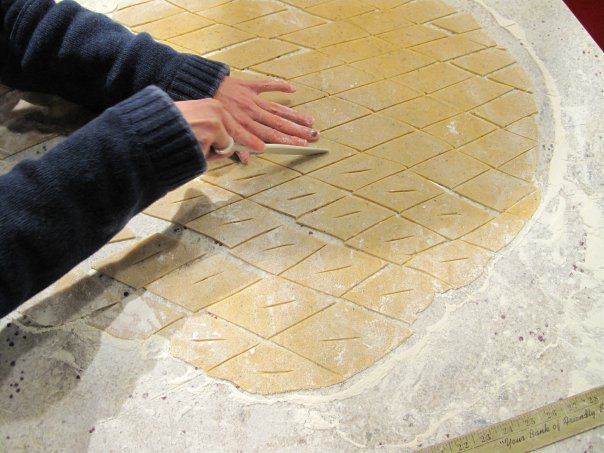
클라이네르 만들기
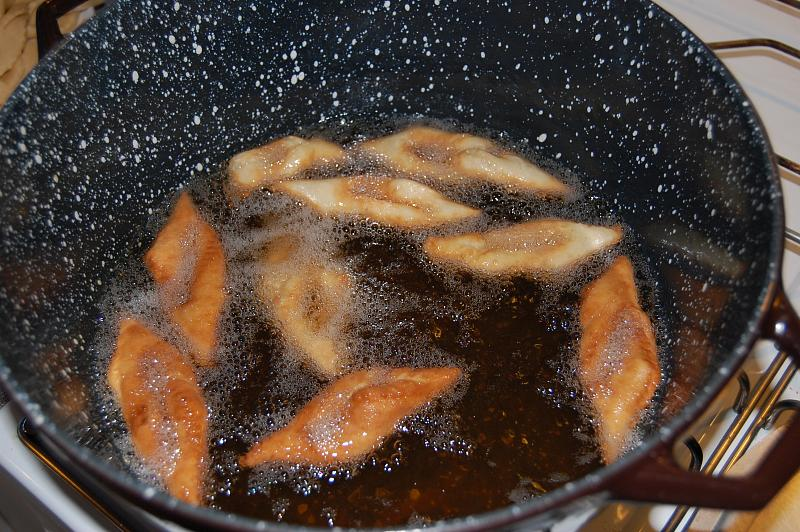
클라이네르 튀기기
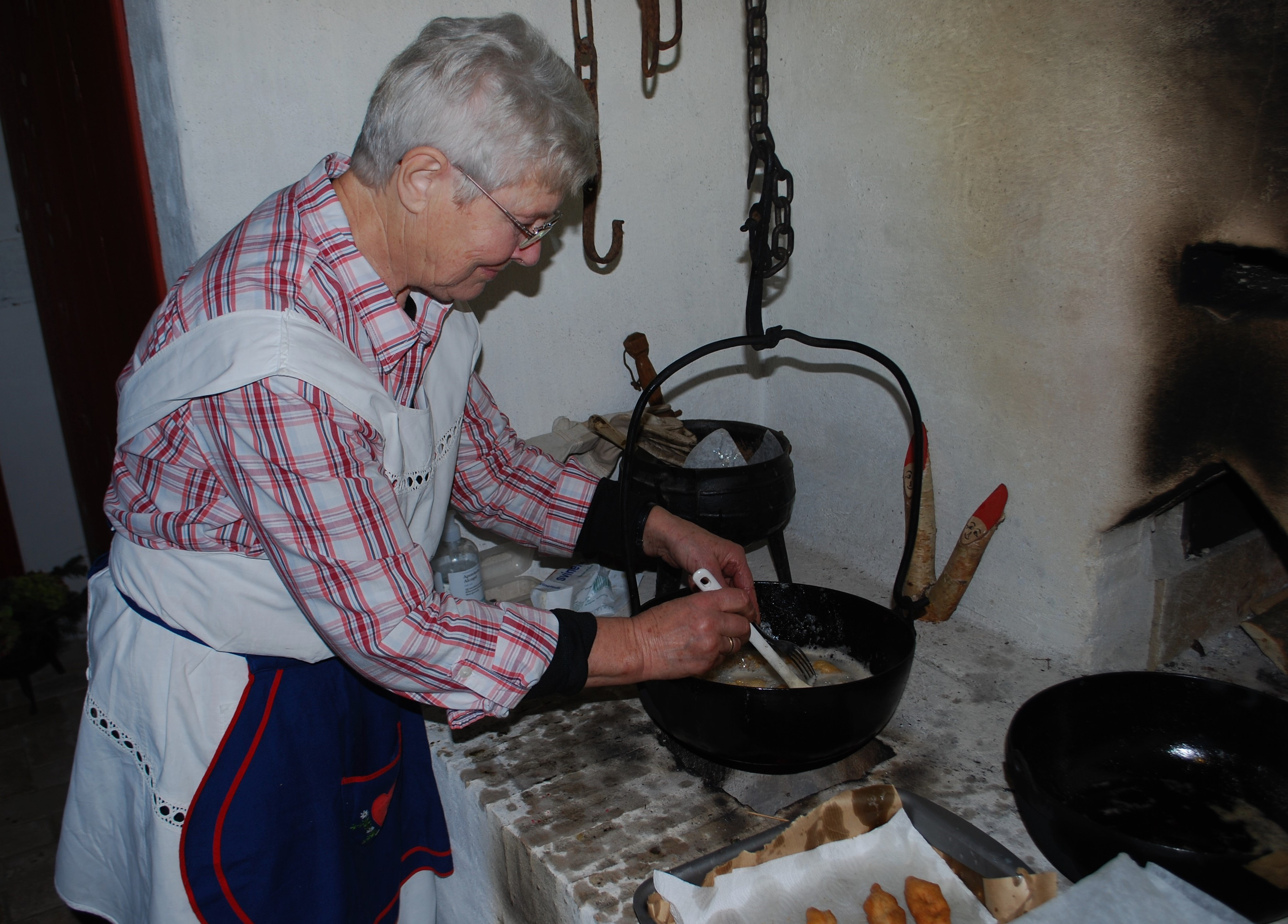
클라이네르를 만드는 사람
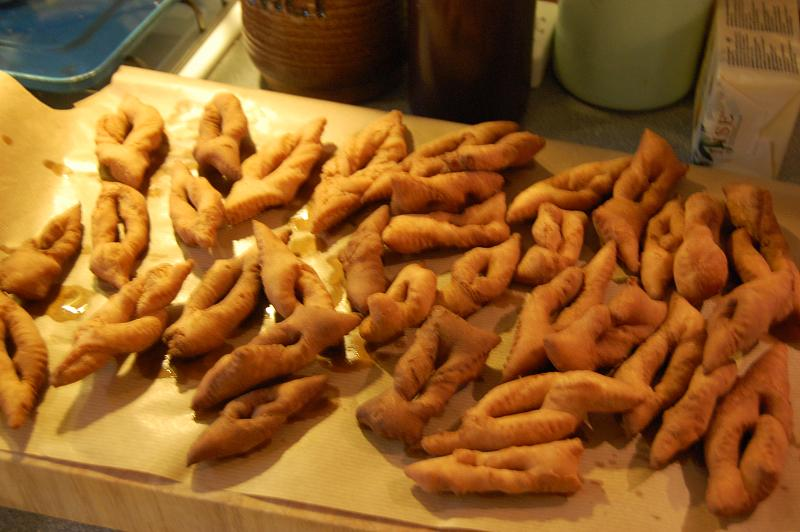
클라이네르

### 리투아니아
리투아니아에서는 크리스마스 때 그리에티네와 술, 식초를 넣은 자가렐리스(žagarėlis, 복수: žagarėliai 자가렐랴이)를 만들어 먹는다.

### 브라질
브라질에서는 천사의 날개가 오렐랴 지 가투(orelha de gato, 복수: orelhas de gato 오렐랴스 지 가투), 카바키뉴(cavaquinho, 복수: cavaquinhos 카바키뉴스), 쿠에카 비라다(cueca virada, 복수: cuecas viradas 쿠에카스 비라다스)로 불린다.

### 스웨덴
스웨덴에서는 크리스마스 때 클레네트(klenät, 복수: klenäter 클레네테르[*])를 만들어 먹는다.

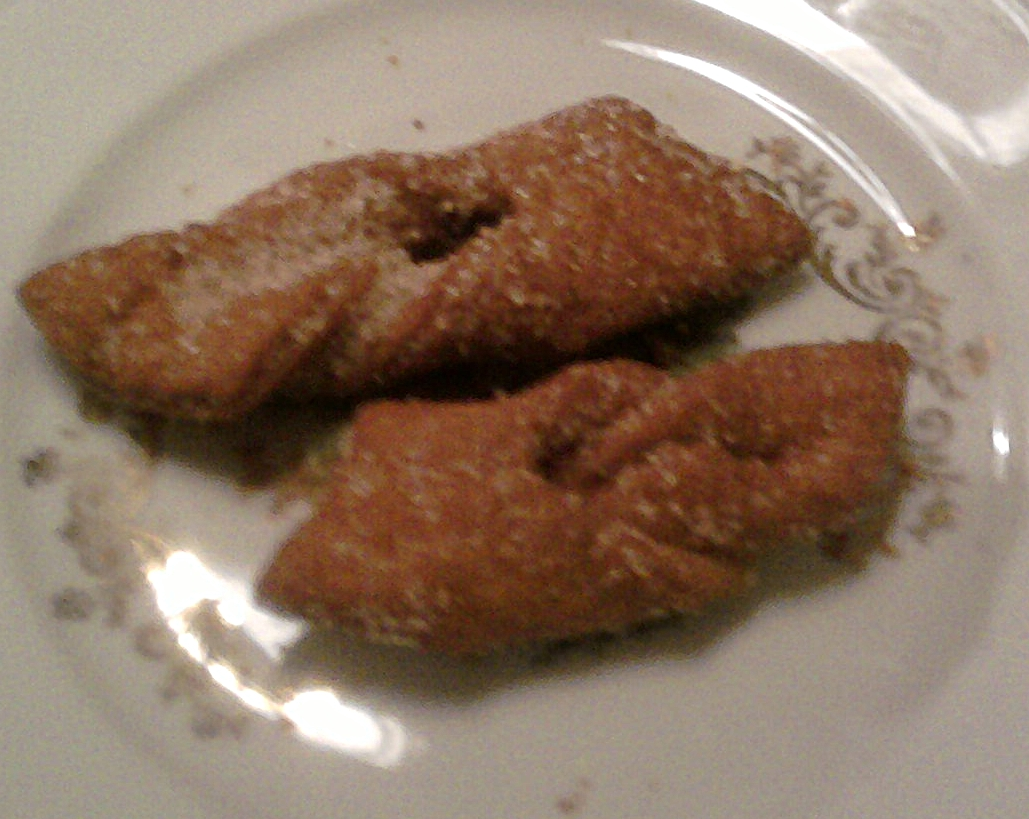
클레네테르

### 스페인
안달루시아를 비롯한 스페인 남부에서는 성주간 때 페스티뇨(pestiño, 복수: pestiños 페스티뇨스[*])를 만들어 먹는다. 페스티뇨는 설탕과 꿀로 글레이즈하기도 한다.

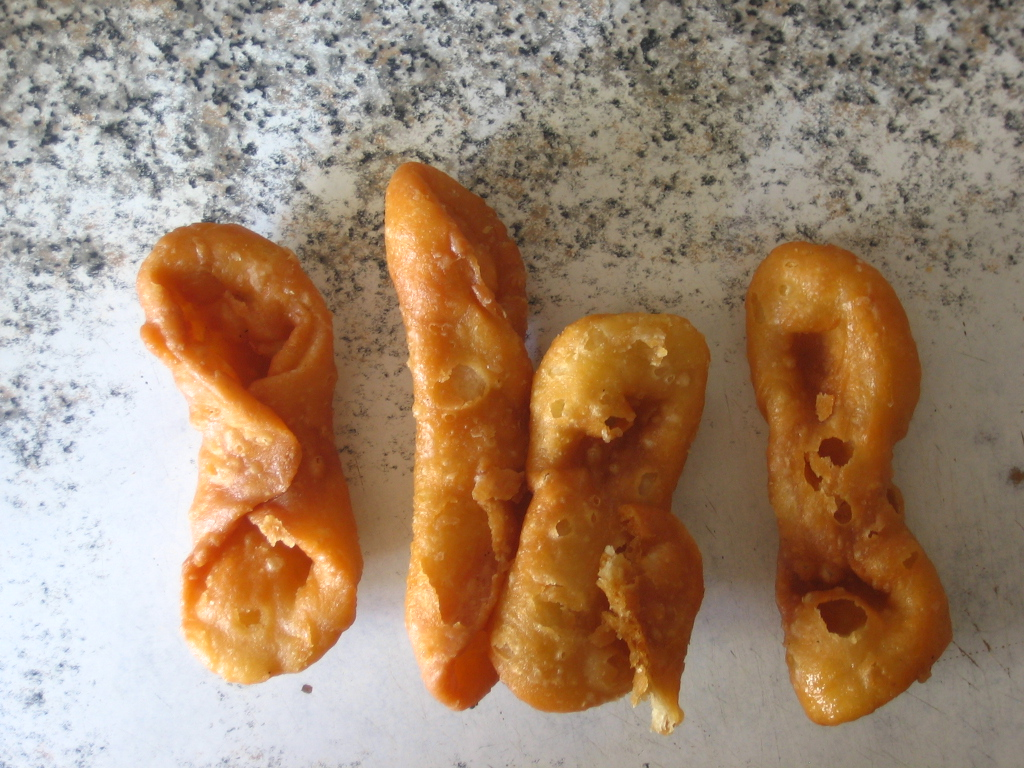
페스티뇨스
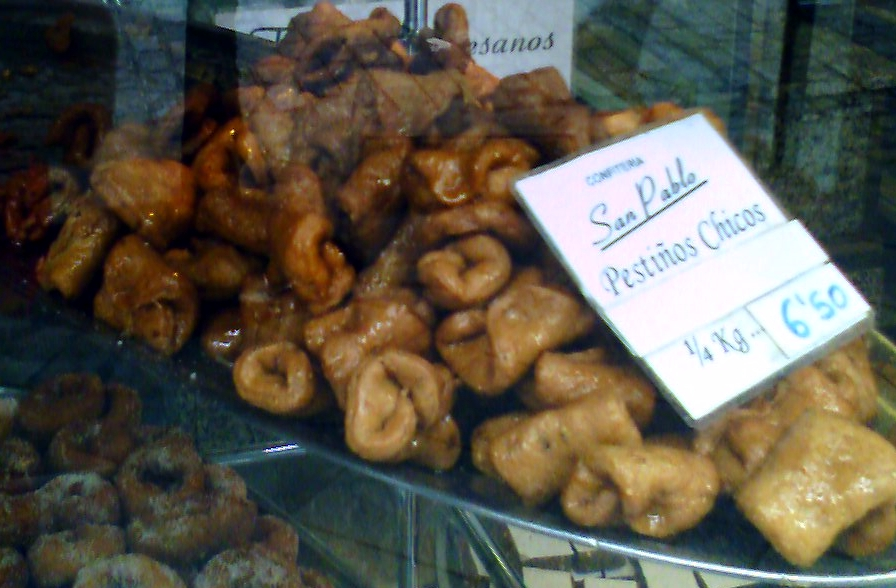
꿀 페스티뇨스

### 아이슬란드
아이슬란드에서는 크리스마스 때 클레이나(kleina, 복수: kleinur 클레이뉘르)를 만들어 먹는다.

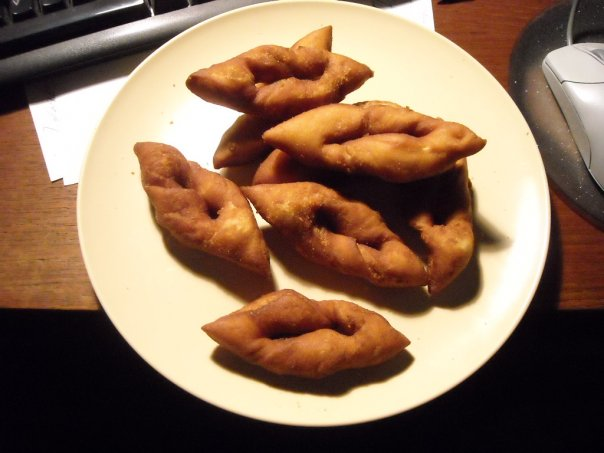
클레이뉘르

### 우크라이나
우크라이나의 베르훈(вергун, 복수: вергуни 베르후니[*])은 럼, 브랜디, 보드카와 같은 술과 식초, 스메타나, 크림 등을 넣어 만들며, 라드에 튀긴다.

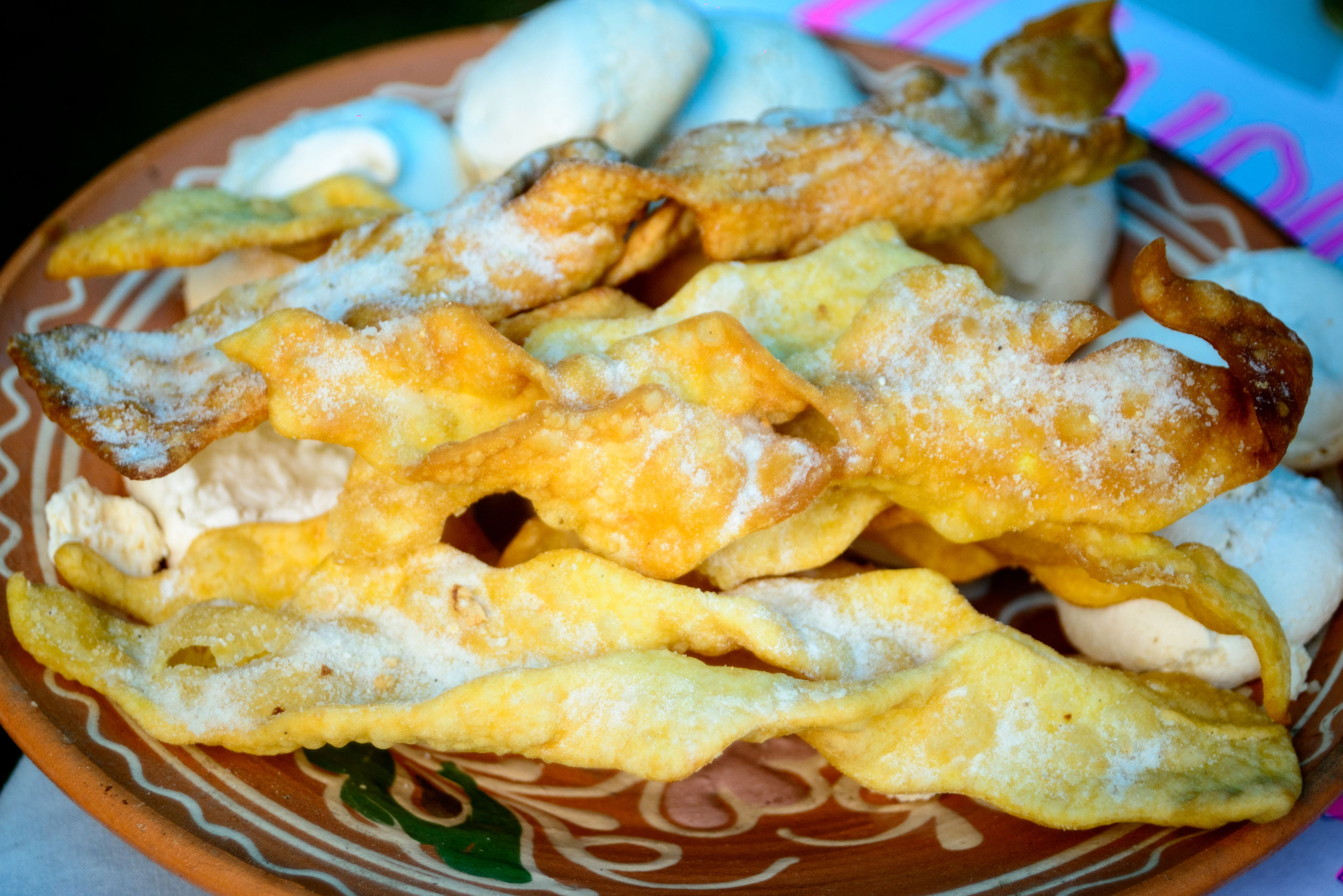
베르후니

### 이탈리아
이탈리아에서는 천사의 날개가 여러 가지 이름으로 불린다. 로마와 라치오에서는 프라파(frappa, 복수: frappe 프라페[*]), 롬바르디아에서는 키아키에라(chiacchiera, 복수: chiacchiere 키아키에레[*]), 리구리아와 피에몬테에서는 부자(bugia, 복수: bugie 부지에[*]), 베네토와 프리울리베네치아줄리아에서는 갈라노(galano, 복수: galani 갈라니[*]) 또는 크로스톨로(crostolo, 복수: crostoli 크로스톨리[*], 베네토어: gróstoło 그로스톨로, 복수: gróstołi 그로스톨리), 사르데냐에서는 메라빌리아(meraviglia, 복수: meraviglie 메라빌리에[*], 사르데냐어: maravilla 마라빌라, 복수: maravillas 마라빌라스), 에밀리아로마냐에서는 스프라폴라(sfrappola, 복수: sfrappole 스프라폴레[*]), 토스카나에서는 첸초(cencio, 복수: cenci 첸치[*])라 부른다. 아니제트나 제스트를 넣어 만들기도 하며, 보통 사육제 때 먹는다.

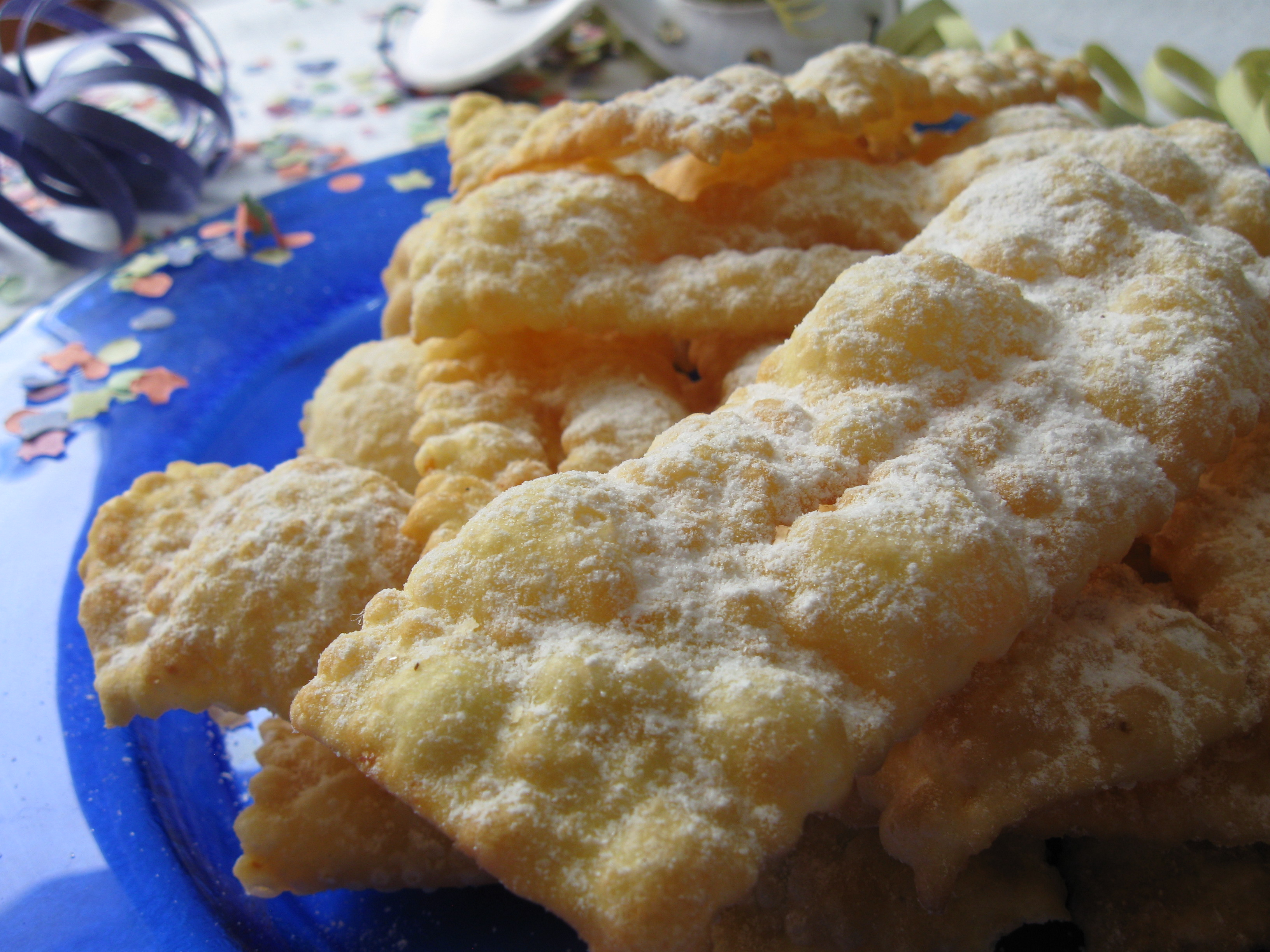
부지에
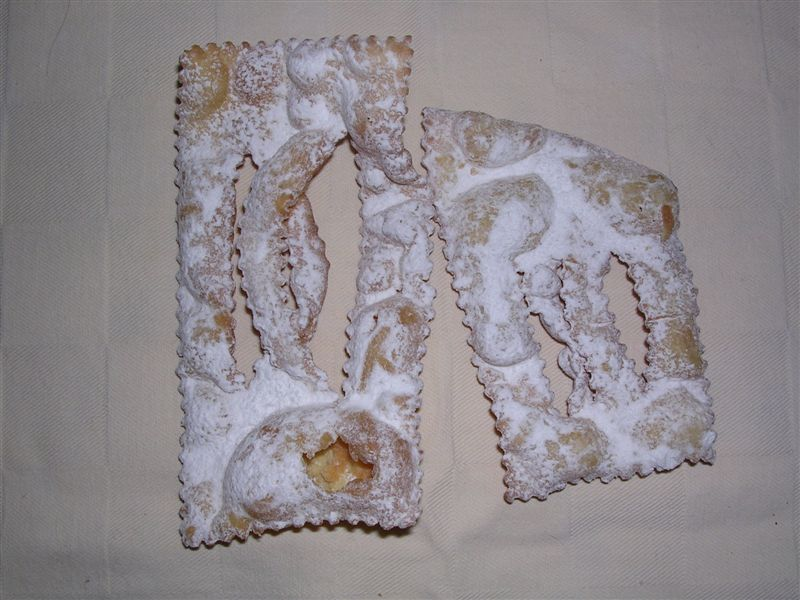
스프라폴레
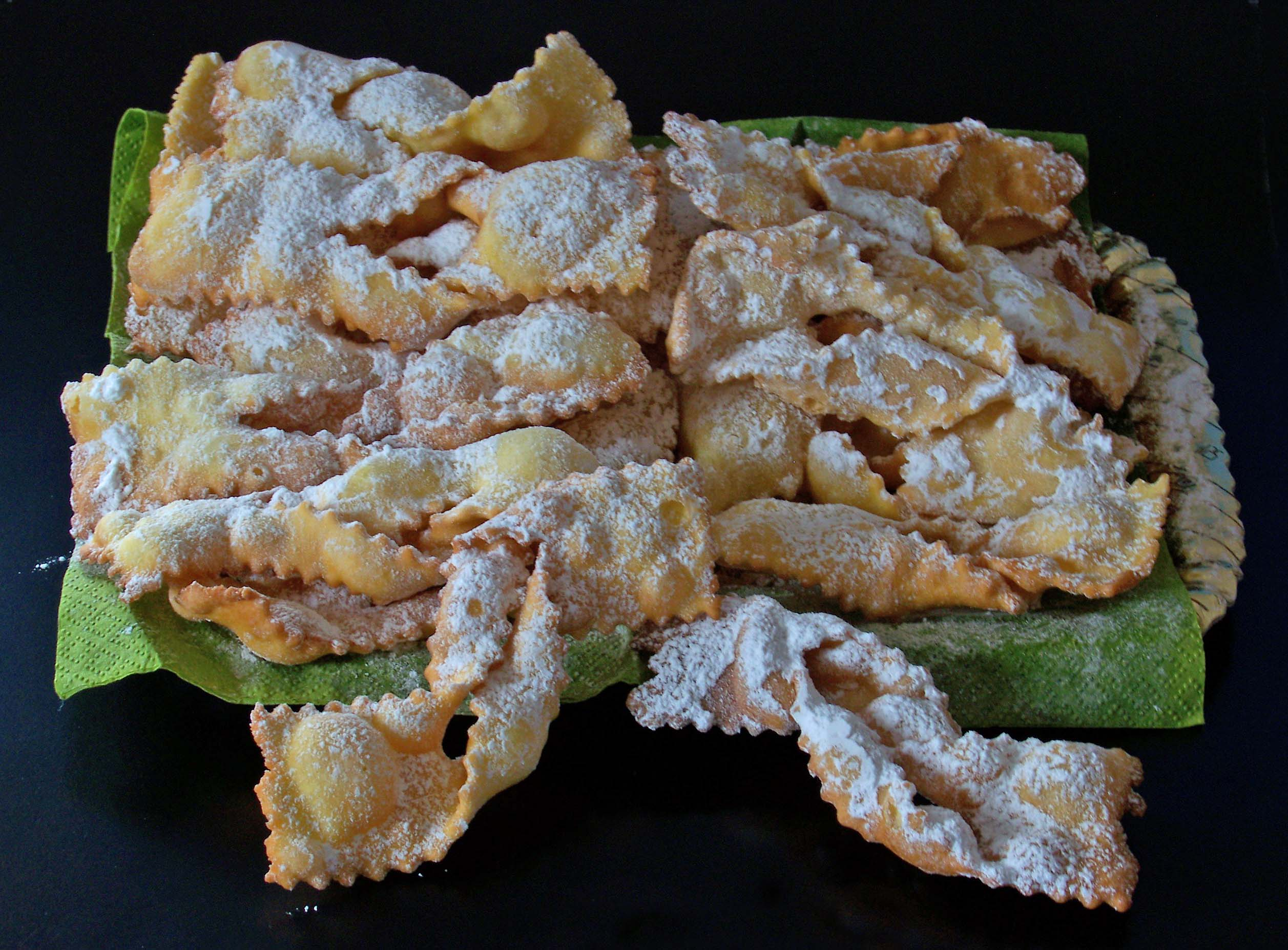
키아키에레
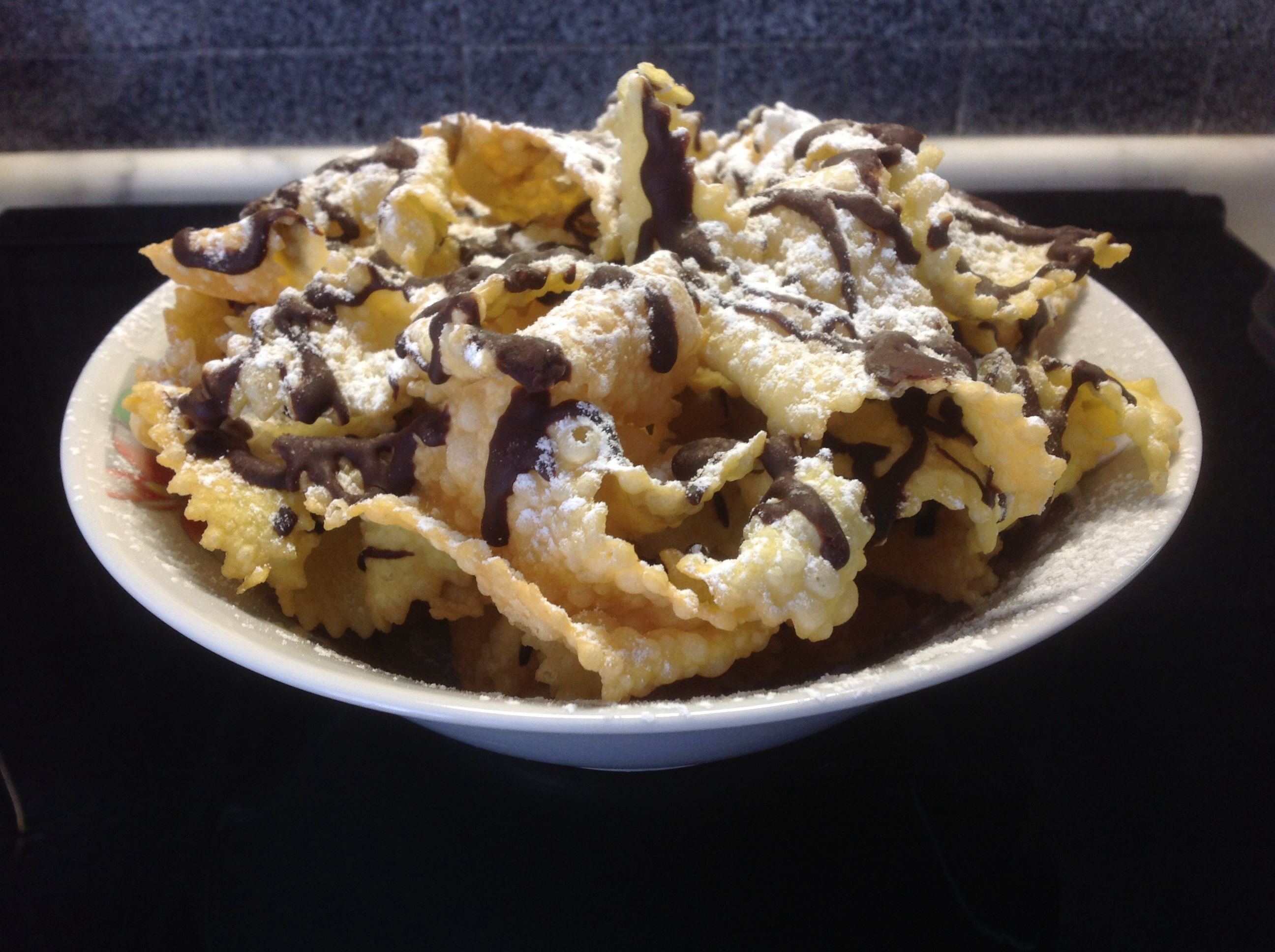
초콜릿을 뿌린 프라페

### 칠레
칠레에서는 천사의 날개가 칼소네 로토(calzone roto, 복수: calzones rotos 칼소네스 로토스[*])라 불린다.

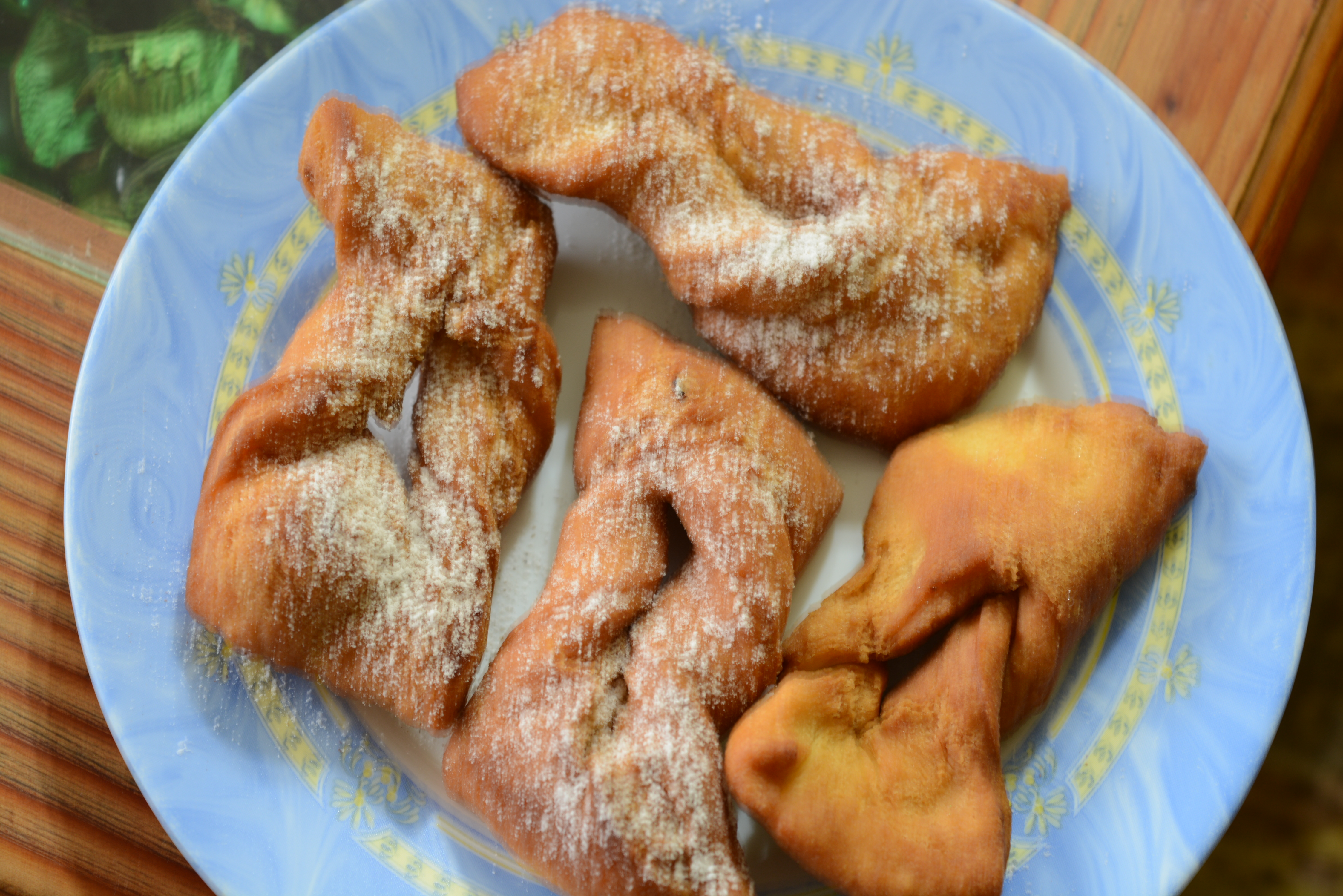
칼소네스 로토스

### 포르투갈
포르투갈에서는 커다랗고 네모난 코스코랑(coscorão, 복수: coscorões 코스코롱이스[*])과 작고 둥근 필료(filhó, 복수: filhós 필료스[*])를 만들어 먹는다. 도스 콘벤투알(수도원 과자)의 일종이다.

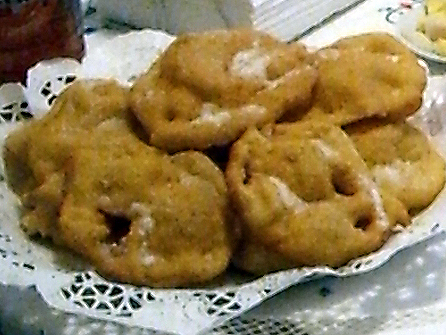
필료스

### 폴란드
폴란드에서는 사육제 때나 사순절 이전에 파보레크(faworek, 복수: faworki 파보르키[*])를 만들어 먹는다. 버터나 마가린, 시미에타나, 증류주, 식초 등을 넣어 반죽하며. 라드나 버터기름에 튀긴 뒤 가루 설탕을 뿌려 낸다.

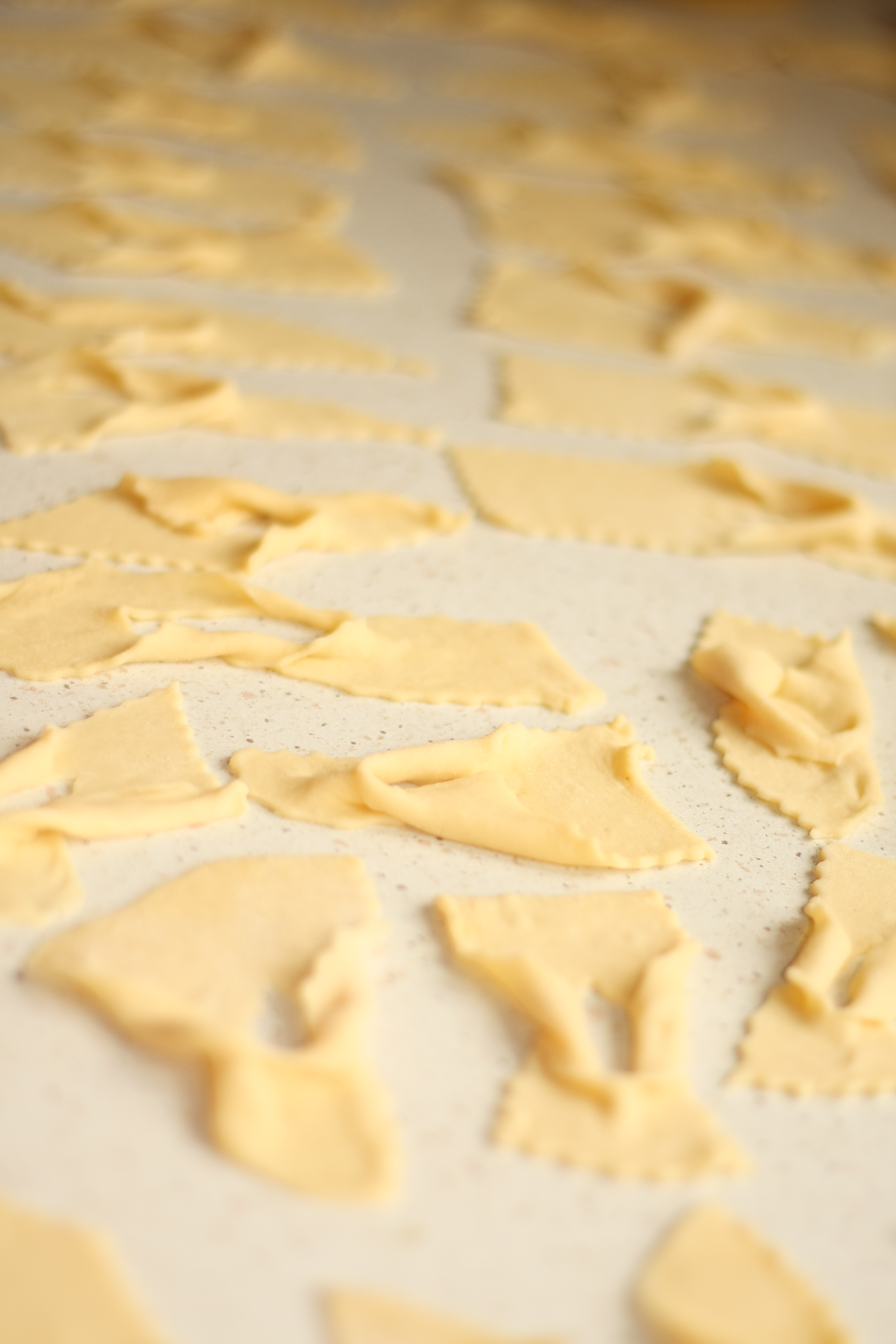
파보르키 만들기
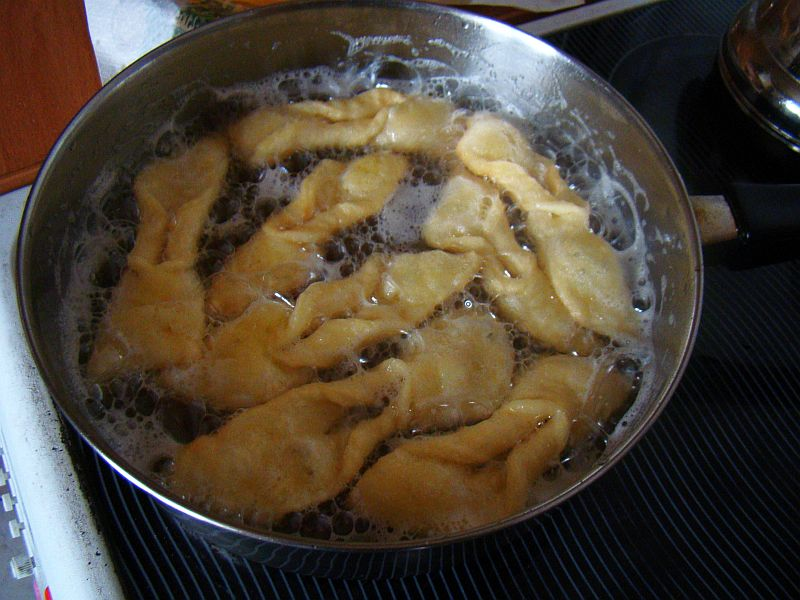
파보르키 튀기기
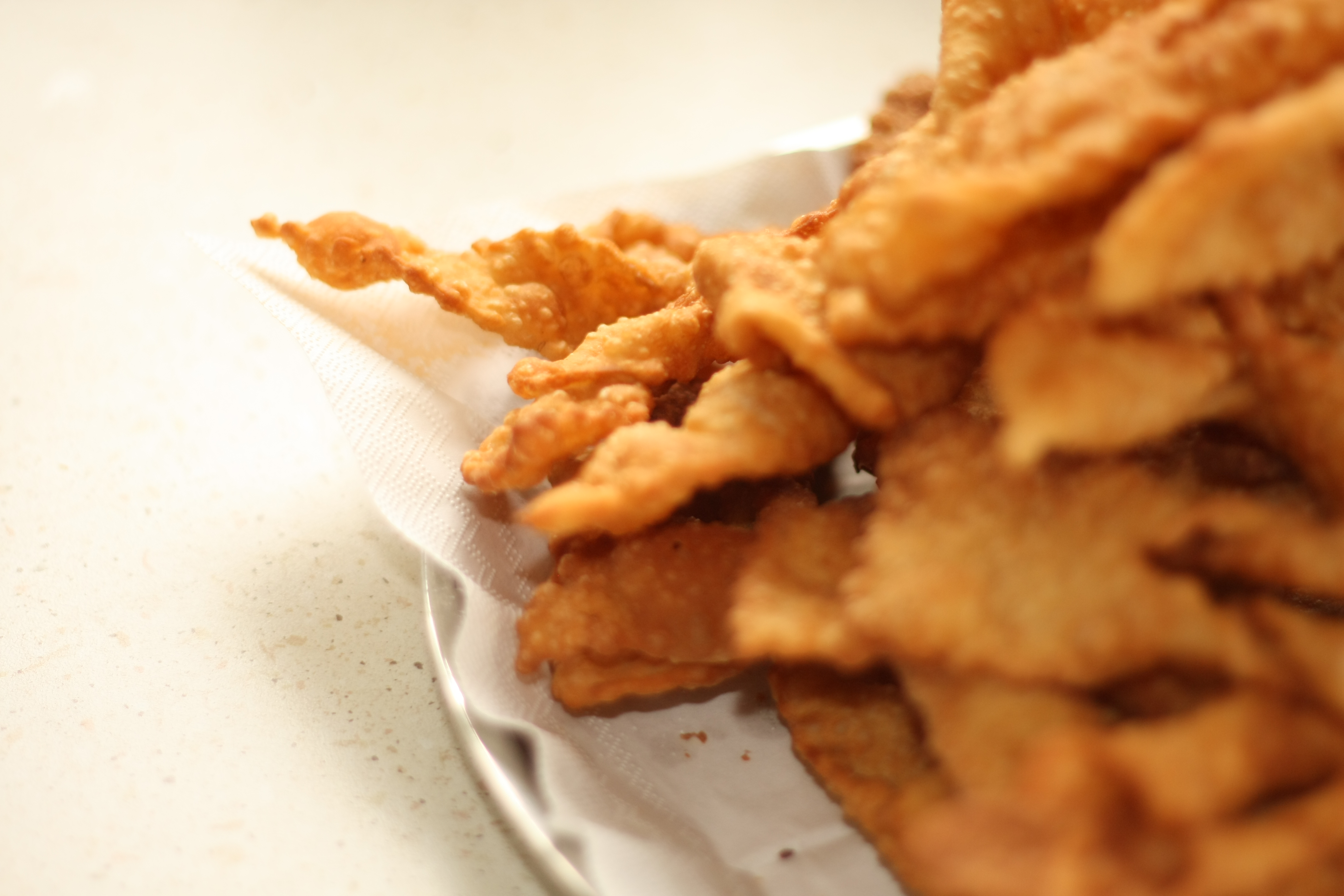
파보르키
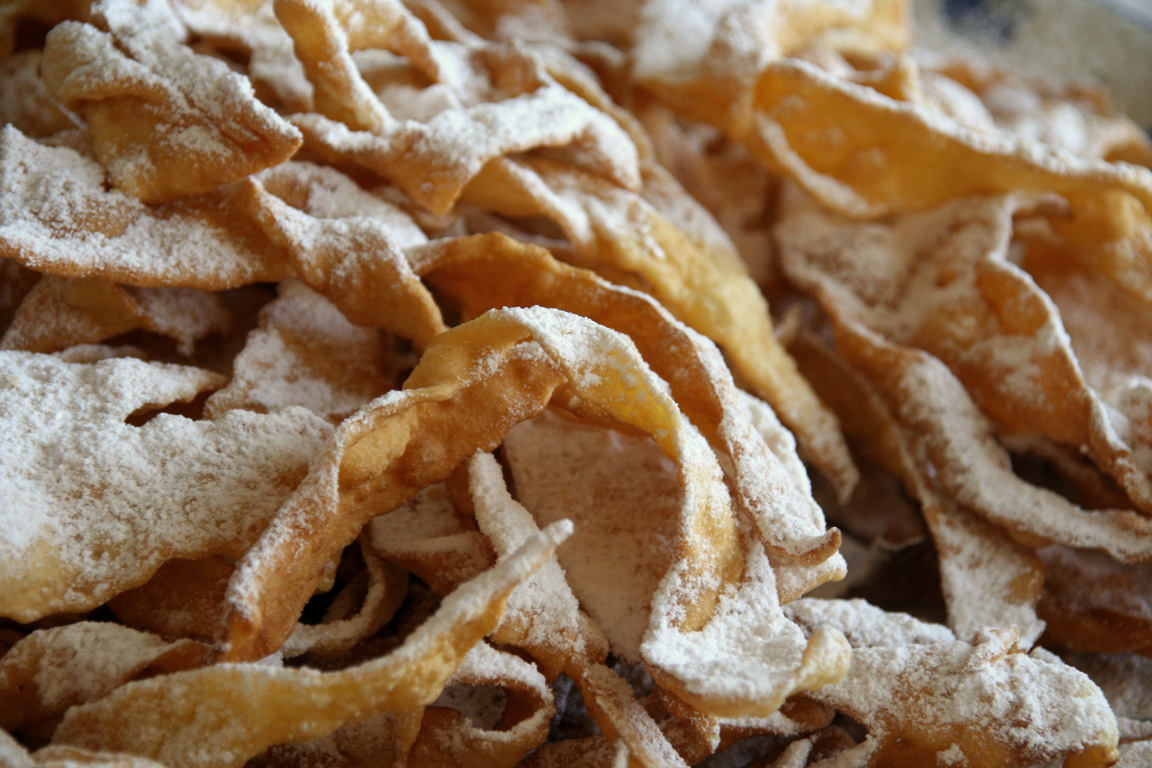
가루 설탕을 뿌린 파보르키

### 프랑스
프랑스에서는 천사의 날개가 베녜의 일종으로 여겨진다. 사순절 이전에 남서부에서는 뷔뉴(bugne, 복수: bugnes 뷔뉴[*]), 남동부에서는 메르베유(merveille, 복수: merveilles 메르베유[*]), 남부에서는 오레예트(oreillette, 복수: oreillettes 오레예트[*])라 불리는 페이스트리를 먹는다.

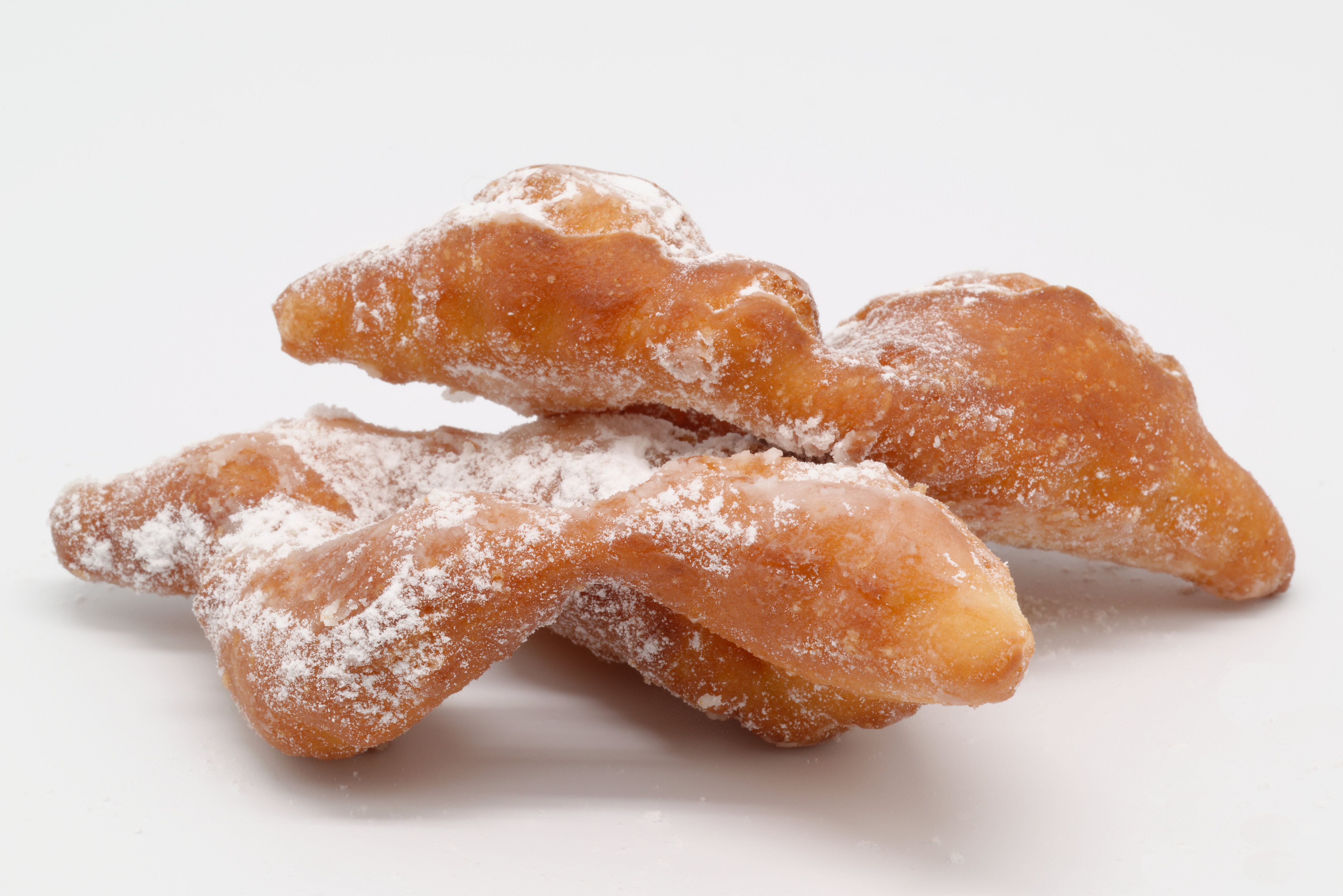
뷔뉴
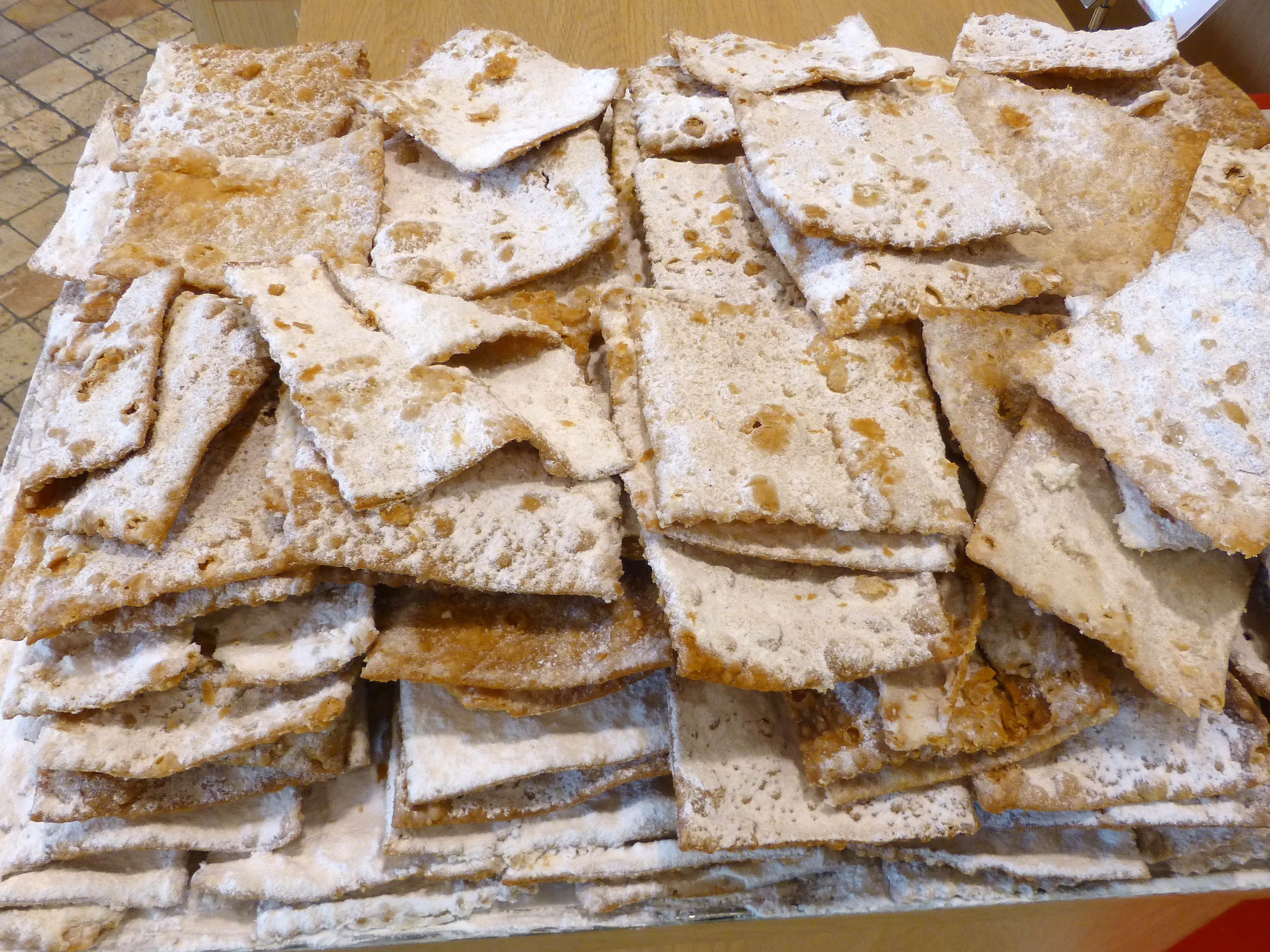
리옹식 뷔뉴
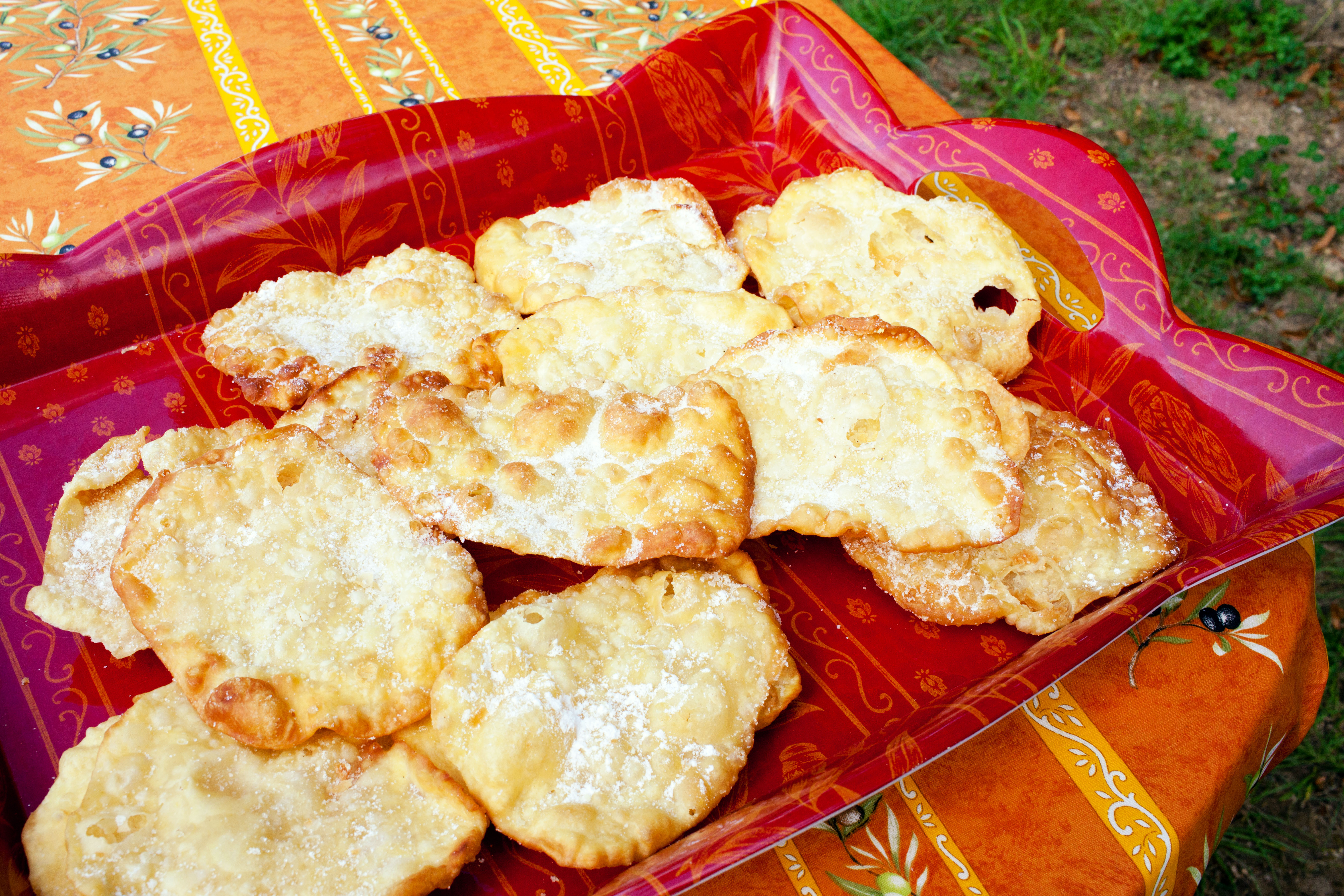
오레예트

### 헝가리
헝가리에서는 사육제 기간이나 결혼식 때 최뢰게판크(csörögefánk, 복수: csörögefánkok 최뢰게판코크[*])를 만들어 먹는다.

## 같이 보기
- 매잡과